# سوميت ساشديف
سوميت ساشديف (بالإنجليزية: Sumeet Sachdev)‏ مواليد 18 مارس 1976 في الهند، هو ممثل هندي.

## وصلات خارجية
- الموقع الإلكتروني